# Cantieri culturali ex Macelli-Officina Giovani
I cantieri culturali ex Macelli-Officina Giovani costituiscono un'area polivalente situata a Prato.
Nel capannone degli ex macelli a partire dal 1998 e per iniziativa del Comune di Prato ha preso il via il progetto Officina Giovani rivolto a giovani che hanno proposte e intenzionalità artistiche e vogliono realizzarle. Per questo Officina Giovani mette a disposizione due sale-prove per le compagnie teatrali, una per la danza, una per i gruppi musicali (dotata di backline) e una per chi vuol dipingere e scolpire.
In questo grande spazio si organizzano spettacoli, mostre incontri e laboratori che hanno già visto la partecipazione di artisti e professionisti.

## Alcuni artisti proposti
- Massimo Altomare
- Bandabardò
- Olivo Barbieri
- Beppe Barra
- Massimo Barzagli
- Bluvertigo
- Marco Calvani
- Marco Cocci
- Marina Confalone
- Vittorio Corsini
- Elio e le Storie Tese
- Franco Ionda
- Kinkaleri
- Marlene Kuntz
- Modena City Ramblers
- Salvino Raco
- Lina Sastri
- Subsonica
- Thony
- Vedovamazzei
- Pamela Villoresi
- Sislej Xhafa
- Shade